# 熱血親子
『熱血親子』（ねっけつおやこ）とは、1994年にテクノソフトから発売されたPlayStation用ベルトスクロールアクションゲーム。なお翌年の1995年にはセガサターンにも移植されている。
本作は、2017年9月27日に初代「プレイステーション」ゲームアーカイブスにて、PlayStation 3、PlayStation Portable、PlayStation Vita向けに配信された。

## 概要
本作は、元天才科学者・日々野冴子をさらった謎の組織「ハラグロ団」から救出すべく夫の乱童と娘の理緒そして助手の寅太郎が戦う様子を描いている。ステージは全5面で、各ステージは「WORLD」と付けられている。
当初はアーケードゲームとして稼働する予定で、数回ロケーションテストを開催したが、コンシューマー用として発売された経歴がある。
企画段階のタイトルは『日比野家の日常と平穏な日常』で、敵はハラグロ団ではなく世界征服を企み始めた冴子になっており、プレイヤーキャラクターは乱童と理緒のみでパワードスーツに搭乗する予定だった。

## ストーリー
わずか12歳でマサチューセッツ工科大学の博士号を取得、17歳でノーベル平和賞を受賞した天才科学者・日々野冴子 (33歳/ 旧姓・嘉納) が秘密結社ハラグロ団に誘拐された。高校の体育教師をしている夫・乱童と娘の理緒、そして冴子の助手・美濃輪寅太郎の3人は、ハラグロ団から冴子を救出すべく、本拠地に向かった。

## 登場人物
日々野 冴子（ひびの さえこ）
元天才科学者で、現在はその身分を隠して生活している。ノンプレイヤーキャラクター。
日々野 乱童（ひびの らんどう）
冴子の夫で、現在は都内にある高校の体育教師を務める。その正体はかつてマット界で名を馳せたマスクマン「グイン」であり。プロレス技を使いこなす。
パワータイプのプレイヤーキャラクター。3人の中で唯一大人であるためか、体力回復アイテム「ビール」で回復可能。
日々野 理緒（ひびの りお）
乱童と冴子の間の一人娘。幼い頃から乱童に格闘技の英才教育を受け、大人顔負けの実力を身につけている。明朗活発な性格で液体金属製のハンマー「結女」を使いこなす。
スピードタイプのプレイヤーキャラクター。
美濃輪 寅太郎（みのわ とらたろう）
冴子の研究室の助手で、日々野家に居候している青年。実家は宮崎で剣道道場を営んでおり、寅太郎も幼いころから培われた達人級の剣技の腕前を持っている。
バランスタイプのプレイヤーキャラクター。基本的には素手で闘うが、一部の技ではビームサーベルの「村雨」を使う。

## 敵キャラクター

### 雑魚キャラクター
ボクサー（BOXER）
グローブを装備した雑魚キャラクター。主にパンチを使う。
ヴァンダム（VANDAMME）
ワンショルダーの服を着た長身の男。手に鉄球のついた手錠をつけている。
ロリー（ROLY）
小柄な金髪の男。ローラースケートで走りながら攻撃をする。
カーネル（COLOENEL）
ベレー帽を被った軍人。主にナイフやマシンガンを武装した状態で登場する。
ちなみにカーネルは「大佐」という意味。
キャロット（CARROT）
猫のような格好をした女性で、「ごめんなさーい」と言って爆弾を投げる。
ブローブマン（BLOBMAN）
腹部に「H2O」と書かれた水の生命体。ダウンするとバラバラになる。
アイン（AYNE）
腕にグローブを装着しているタコ。二足歩行のように直立して歩く。パンチや墨を吐いて攻撃する。
フレディ（FREDDY）
顔にホッケーマスクを装備した赤髪の男。機械化した腕を突起させて攻撃する。
ジャイロ（GYRO）
ヘリコプターに乗った小柄で痩せ細った姿の男。ヘリから爆弾を投下して攻撃する
ロケッティー（ROCKETTY）
ジェットパックを身に着けた男、手にはグローブを装備している。
オズボーン（OSBOURNE）
パンチングーアームを付けた筋肉質な大男。アームを使って攻撃する。
シャロン（SHARON）
バイザーを付けた長髪の女性。スライディングやアッパーキックなどで攻撃する。

### ボスキャラクター
ニキータ（NIKITA）
WORLD1のボス。手に鉤爪を装着したレスリング服の女性。戦闘ヘリに乗って登場する。倒すと戦闘ヘリに乗って逃亡し、WORLD5で再戦。
タカ カリノウ（TAKA KARINOU）
WORLD2のボス。ボクサーのような姿をした男。頭にはちまきをつけている。蹴り技やスライディングを使う。倒すと海中に飛び込んで逃亡する。WORLD5で再戦。
ハンマー（HUMMER）
WORLD3のボス。腕が機械化されたスキンヘッドに上半身裸の大男。動きが鈍い。腕から波動砲を放つことができる。WORLD5で再戦。
レオン（LEON）
WORLD4のボス。フェンシング服を着た緑色の怪人。分身を出したり瞬間移動を使う。WORLD5でニキータが乗っていた戦闘ヘリが攻撃をする中で再戦。
ミスターハラグロ（MR.HEROGRAW） / スーパーハラグロ（SUPERHEROGRAW）
本作のラストボス。最初は大量の雑魚キャラクターとバトルさせ、全部倒すとマシンガンで攻撃する。一回倒すとスーパーハラグロに変身する。